# DOME TOUR “POP VIRUS” at TOKYO DOME
『DOME TOUR “POP VIRUS” at TOKYO DOME』（ドーム・ツアー ポップ・ウイルス アット・トウキョウ・ドーム）は、2019年8月7日に発売された、星野源の6枚目の映像作品。

## 概要
アルバム『POP VIRUS』を携え、2019年2月2日から3月10日まで行われた星野源初となる五大ドームツアー『星野源 DOME TOUR 2019POP VIRUS』より、2月27日と2月28日に行われた東京ドーム公演の模様をBlu-ray・DVD化。
東京ドーム公演の映像および特典映像としてドームツアー全公演のライブやリハーサル、バックステージの模様を記録したドキュメンタリーと、2ndステージのMCパートを中心に厳選し、バンドメンバーとともに振り返った撮り下ろし座談会が収録され、本編・特典映像共に星野源と友人によるオーディオコメンタリーも収録される。また、2019年10月10日よりNetflixで配信されている。

## チャート成績
オリコン週間DVDランキング、BDランキング、音楽DVD・BDランキング（8月15日付）3部門での1位を獲得した。今回の1位獲得で、2016年6月発売の『Live Tour “YELLOW VOYAGE”』、2017年5月発売の『Music Video Tour 2010-2017』、2018年1月発売の『Live Tour “Continues”』に続き、4作連続で映像3部門1位を獲得し、「映像3部門同時1位連続獲得作品数」、「映像3部門通算1位獲得作品数」の男性ソロアーティスト歴代1位の記録を達成した。また、「DVD,BD同時1位連続獲得作品数」、「DVD,BD通算1位獲得作品数」、「BD1位連続獲得作品数」、「BD通算1位獲得作品数（※1位タイ）」、「ミュージックDVD・BD1位連続獲得作品数」、「ミュージックDVD・BD通算1位獲得作品数」などのランキングで男性ソロ歴代1位の記録を更新している。

## 収録内容
星野源 DOME TOUR 2019『POP VIRUS』東京ドーム公演（2019.2.27&28）
〈収録曲〉全23曲+アンコール（約165分）
1. 歌を歌うときは
2. Pop Virus
3. 地獄でなぜ悪い
4. Get a Feel
5. 桜の森
6. 肌
7. Pair Dancer
8. Present
9. サピエンス
10. ドラえもん
11. 「一流ミュージシャンからのお祝いコメント1」
12. ばらばら
13. STUTS SHOW
14. KIDS
15. プリン
16. くせのうた
17. 「一流ミュージシャンからのお祝いコメント2」
18. 化物
19. 恋
20. SUN
21. アイデア
22. Week End
23. Family Song

-ENCORE-
1. 君は薔薇より美しい(布施明)
2. 時よ
3. Hello Song
4. Pop Virus (reprise)

<特典映像> (約76分)
1. DOME TOUR “POP VIRUS” documentary & 2nd stage selection

〈初回限定盤〉
1. 特製ブックレット（52ページ/フルカラー）
・ツアー振り返り鼎談：星野源×ハマ・オカモト×STUTS
・解説：星野源とポップミュージックの新たな夜明け——幸福なパンデミックを果たした「POP VIRUS」に託されたもの（MUSICA編集長：有泉智子）
2. 特殊パッケージ仕様

## 星野源 DOME TOUR 2019『POP VIRUS』
星野源 DOME TOUR 2019『POP VIRUS』は、2019年2月から3月まで開催され、全5箇所・8公演を回った、星野源初となる5大ドームツアー。日本人男性ソロアーティストが5大ドームツアーを行うのは史上5人目。

### 日程・会場
| 公演日  | 開場 / 開演   | 会場                    |
| ------- | ------------- | ----------------------- |
| 2月2日  | 16:00 / 18:00 | 京セラドーム大阪        |
| 2月3日  | 15:00 / 17:00 | 京セラドーム大阪        |
| 2月16日 | 16:00 / 18:00 | バンテリンドーム ナゴヤ |
| 2月17日 | 15:00 / 17:00 | バンテリンドーム ナゴヤ |
| 2月23日 | 15:30 / 18:00 | 札幌ドーム              |
| 2月27日 | 16:00 / 18:30 | 東京ドーム              |
| 2月28日 | 16:00 / 18:30 | 東京ドーム              |
| 3月10日 | 15:00 / 17:00 | 福岡PayPayドーム        |